# Trimalaconothrus mirabilis
Trimalaconothrus mirabilis är en kvalsterart som beskrevs av Sergienko och Melamud 1993. Trimalaconothrus mirabilis ingår i släktet Trimalaconothrus och familjen Malaconothridae. Inga underarter finns listade i Catalogue of Life.